# Alzheimer Disease and Associated Disorders
Alzheimer Disease and Associated Disorders es una revista médica trimestral revisada por pares que publica resultados de investigaciones originales y nuevos enfoques para el diagnóstico y tratamiento de la enfermedad de Alzheimer y trastornos relacionados. Los artículos publicados enfatizan la investigación en humanos, incluidos los estudios epidemiológicos, los ensayos clínicos y los estudios experimentales, los estudios de diagnóstico y biomarcadores, así como la investigación sobre los efectos en la salud de las personas con demencia. Su actual (2022) editor jefe es José Luchsinger-Stuart,Profesor de Medicina y Epidemiología Centro Médico de la Universidad de Columbia .

## Métricas de revista
2022
- Web of Science Group : 2.793
- Índice h de Google Scholar: 102
- Scopus: 2.213